# Khu (Trung Quốc)
Khu (phồn thể: 區 giản thể: 区 bính âm: qū) là một đơn vị hành chính của Trung Quốc cổ đại hiện đại. Khu trong tiếng Trung Quốc có thể chỉ hai loại đơn vị hành chính của Cộng hòa Nhân dân Trung Hoa: Quận của thành phố trực thuộc trung ương; Quận của địa cấp thị và thành phố cấp huyện. Khu cũng là một cấp hành chính ở Đài Loan (xem: Vị thế chính trị của Đài Loan)